# Karl Krebs (Maler)

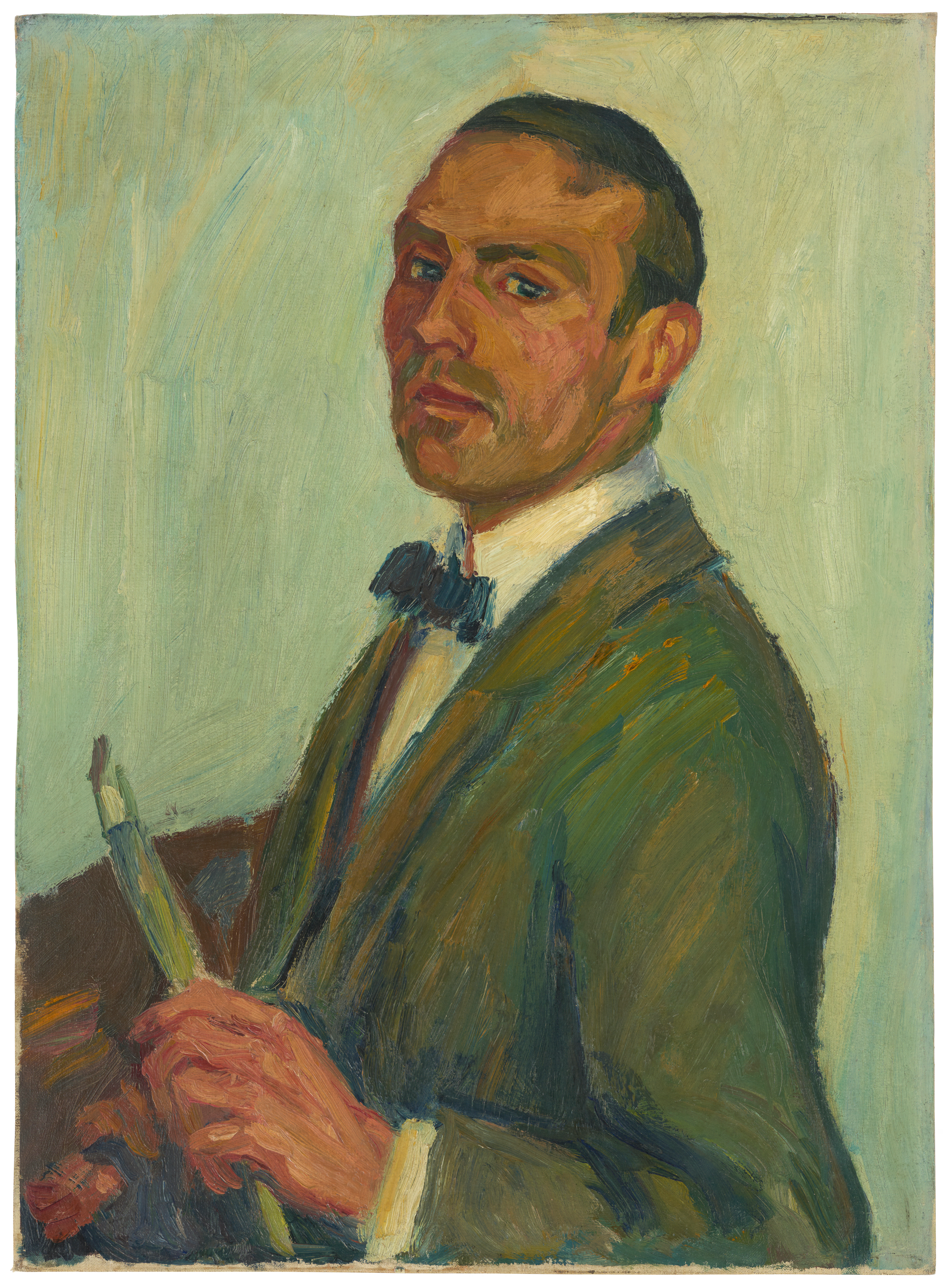
Selbstporträt (ca. 1913)

Karl Krebs (* 30. Januar 1880 in Freiburg im Breisgau; † 28. August 1914 bei Waplitz, Ostpreußen) war ein deutscher Maler und Graphiker.

## Leben
Karl Krebs war ein Sohn des Bankiers Eugen Krebs (1848–1912) aus dem Bankhaus J. A. Krebs in Freiburg. Er studierte Architektur in Karlsruhe bei Carl Schäfer und war dann zunächst in Freiburg, Heidelberg und Baden-Baden als Regierungsbaumeister tätig. Bei Waldemar Rösler in Berlin widmete er sich der Malerei, wurde Assistent an der Kunstgewerbeschule in Berlin und malte in den Sommermonaten in Kleinkuhren in Ostpreußen an der Ostsee.
Er stellte auf den Ausstellungen der Münchener Secession im Winter 1913/14 und im Frühjahr 1914 aus sowie auf der ersten Ausstellung der Freien Secession in Berlin 1914. Sein Malstil entwickelte sich vom Impressionismus zum Expressionismus. Er schuf Ölgemälde, Lithographien und Radierungen.

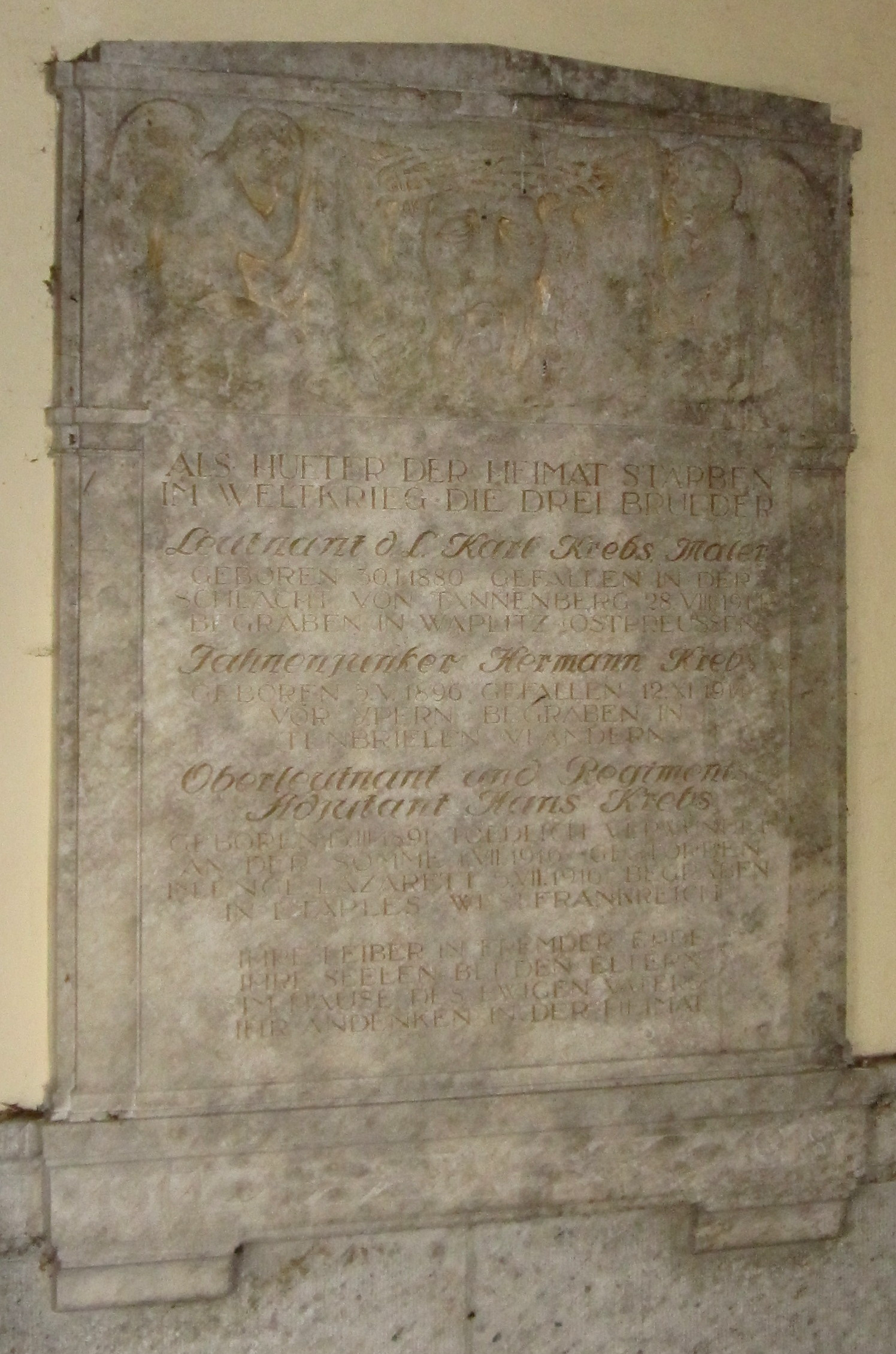
Erinnerungsplatte in der Familienkapelle der Familie Krebs auf dem Hauptfriedhof Freiburg

Er fiel im Gefecht von Waplitz während der Schlacht bei Tannenberg. Nach seinem Tode fand eine Ausstellung mit 93 seiner Werke im Kunstverein Freiburg statt.